# Mendozite
La mendozite est une espèce minérale de la famille des sulfates d'aluminium hydratés (alun de sodium), de formule NaAl(SO4)2·11H2O.
On l'a découvert dans la province de Mendoza, en Argentine en 1868, il se produit en évaporite et est peu susceptible d'être trouvé quelque part excepté un lieu avec des conditions climatiques extrêmement sèches.
Elle s'altère en tamarugite.